# Buharai kánok listája
Az alábbi lista a Buharai Kánság uralkodóit tartalmazza 1501-től 1920-ig.
| Dinasztia  | Uralkodó                         | Uralkodott                       | Megjegyzés                                         |
| ---------- | -------------------------------- | -------------------------------- | -------------------------------------------------- |
| Sajbánidák | Mahmúd                           | kán: 1501, †1511                 | Sáh Buadak fia, Muhammad Sajbani üzbég kán fivére. |
| Sajbánidák | Ubajdalláh (*1487)               | kán: 1512, †1540                 | Mahmúd fia. 1533-tól üzbég kán.                    |
| Sajbánidák | Abdul-aziz (*1509)               | kán: 1540, †1550                 | Ubajdalláh fia.                                    |
| Sajbánidák | Mohammed Jiar                    | kán: 1550-ben, †1554?            | Mahmúd unokaöccsének fia.                          |
| Sajbánidák | Burhán                           | kán: 1551–1555, ld. alább        | Abdul-aziz unokája.                                |
| Sajbánidák | Abdalláh (*1533)                 | kán: 1555–1556, ld. alább        | 1583-tól üzbég kán.                                |
| Sajbánidák | Burhán (2x)                      | kán: 1556, †1557                 |                                                    |
| Sajbánidák | Abdalláh (2x)                    | kán: 1557, †1598. február 4.     |                                                    |
| Dzsanidák  | Baki Mohammed (*1579)            | kán: 1598, †1605 áprilisa        | Din Mohammed fia.                                  |
| Dzsanidák  | Vali Mohammed                    | kán: 1605, †1611. október 8.     | Baki Mohammed testvére.                            |
| Dzsanidák  | Imám Kuli (*1582)                | kán: 1611–1642, †1644            | Baki Mohammed testvére.                            |
| Dzsanidák  | Nádir Mohammed (*1594)           | kán: 1642–1645, †1651            | Baki Mohammed testvére.                            |
| Dzsanidák  | Abdul-aziz (*1614)               | kán: 1645–1681, †1683            | Nádir Mohammed fia.                                |
| Dzsanidák  | Szubkhán Kuli (*1625)            | kán: 1680, †1702. szeptember 5.  | Nádir Mohammed fia.                                |
| Dzsanidák  | II. Ubajdalláh (*1675)           | kán: 1702, †1711. április 14.    | Szubhán Kuli fia.                                  |
| Dzsanidák  | Abdul-feiz (*1687)               | kán: 1711, †1747. július 10.     | Szubhán Kuli fia.                                  |
| Dzsanidák  | Abdul Mumin                      | kán: 1747, †1751                 | Abdul-feiz fia.                                    |
| Manghiták  | Mohammed Rahim (*1709)           | kán: 1751, †1758. március 24.    | 1756-ig csak emír.                                 |
| Manghiták  | Dzsanidzsál Bej (*1730)          | kán: 1758, †1785                 | Mohammed Rahim unokaöccse.                         |
| Manghiták  | Sáh Murád (*1749)                | kán: 1785, †1800. november 30.   | Dzsanidzsál Bej fia.                               |
| Manghiták  | Hajdár Tora Murád (*1775)        | kán: 1800, †1826 októbere        | Sáh Murád fia.                                     |
| Manghiták  | Husszein (*1797)                 | kán: 1826, †1826 decembere       | Hajdár Tora Murád fia.                             |
| Manghiták  | Omár (*1810)                     | kán: 1826–1827, †1829            | Hajdár Tora Murád fia.                             |
| Manghiták  | Nászrulláh (*1806)               | kán: 1827, †1860. szeptember 21. | Hajdár Tora Murád fia.                             |
| Manghiták  | Mozaffar al-Din (*1834)          | kán: 1860, †1885. november 12.   | Nászrulláh fia.                                    |
| Manghiták  | Abdul-ahad (*1859)               | kán: 1885, †1910. december 10.   | Mozaffar al-Din fia.                               |
| Manghiták  | Mohammed Alim (*1880. január 3.) | kán: 1910–1920, †1943. május 5.  | Abdul-ahad fia.                                    |

## Fordítás
- Ez a szócikk részben vagy egészben  a   Khanate of Bukhara című angol Wikipédia-szócikk fordításán alapul.  Az eredeti cikk szerkesztőit annak laptörténete sorolja fel. Ez a jelzés csupán a megfogalmazás eredetét és a szerzői jogokat jelzi, nem szolgál a cikkben szereplő információk forrásmegjelöléseként.
- Ez a szócikk részben vagy egészben  a(z)   Бухарское ханство című orosz Wikipédia-szócikk fordításán alapul.  Az eredeti cikk szerkesztőit annak laptörténete sorolja fel. Ez a jelzés csupán a megfogalmazás eredetét és a szerzői jogokat jelzi, nem szolgál a cikkben szereplő információk forrásmegjelöléseként.
- Ez a szócikk részben vagy egészben  a(z)   Аштархан әулеті című kazak Wikipédia-szócikk fordításán alapul.  Az eredeti cikk szerkesztőit annak laptörténete sorolja fel. Ez a jelzés csupán a megfogalmazás eredetét és a szerzői jogokat jelzi, nem szolgál a cikkben szereplő információk forrásmegjelöléseként.